# 황동석

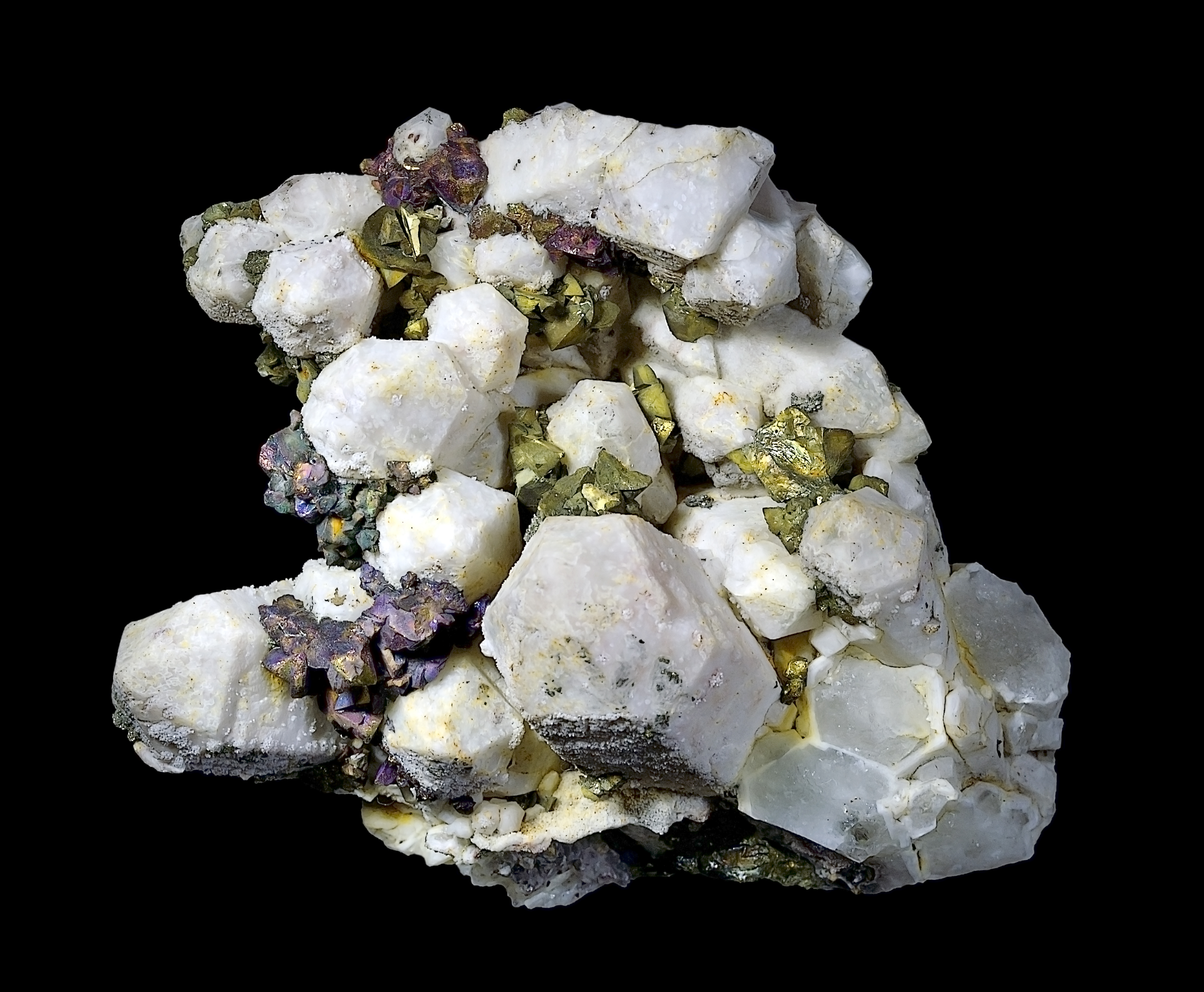

황동석(영어: Chalcopyrite, CuFeS2)은 황화 광물의 일종으로, 세계 구리 매장량의 약 70%를 차지하고 있다(Cordoba et al., 2008, Kim et al., 2019).

## 같이 보기
- 광물 목록